# Cal Orcko
Cal Orcko (de la veu quítxua Cal Urqu, 'Cerro de Cal') és un jaciment paleontològic de Bolívia, trobada a la pedrera d'una fàbrica de ciment, proper a la ciutat de Sucre, en el departament de Chuquisaca. És el lloc amb empremtes de dinosaures més importants del món, ja que conté més de 5.000 empremtes de 294 espècies de dinosaures.
La descoberta és una enorme contribució a la història i a la ciència, que revela dades no conegudes fins ara sobre el final del període Cretàcic i l'inici del Terciari, fa uns 66 milions d'anys, documentant així una gran alta diversitat de dinosaures. L'any 2003 l'estat de Bolívia va enviar una petició de inclusió a la Llista del Patrimoni Mundial de la UNESCO.

## Situació
Està situat a l'est de la ciutat de Sucre. L'immens jaciment està localitzat en un faralló amb pendent de 73 graus, de 80 metres d'altura i 1.200 metres de longitud. Allà es troben empremtes de 293 espècies de dinosaures de diferents espècies impreses en el Cretaci superior.

## Història
El primer signe de la seva existència es remunta a 1985, però va ser de 1994 a 1998 quan un equip de paleontòlegs bolivians, europeus i estatunidencs encapçalats per Meyer va estudiar i va certificar el jaciment.
Feia temps que als obrers de la pedrera els cridava l'atenció les rares impressions que el 1994 van ser identificades per un expert local com a empremtes de saures. Malgrat això no va poder aconseguir experts estrangers que visitaren el lloc. Posteriorment un documental de turisme que va arribar a Suïssa, va fer accelerar el cor del investigador de la prehistòria de Cristian Meyer, l'especialista d'empremtes de dinosaures va viatjar a Sucre i va quedar fascinat davant del que va veure: «Va ser una visió que et deixava sense alè». L'investigador coneix personalment tots els jaciments importants del món, des del Canadà passant per les Illes Seychelles fins a Turkmenistan.
La magnitud de la paret de calcària és impressionant, més de 25 000 metres quadrats, la superfície de diversos camps de futbol plens d'impressions d'empremtes. Meyer dedueix que fa 68 milions d'anys, els dinosaures vivien a les vores d'un llac de poca profunditat, d'aigua dolça i tèbia, que s'estenia des de l'actual frontera Perú-Bolívia fins al nord argentí.
El 2 de febrer de 2010 es va esfondrar gran part de la muralla que mostrava les empremtes de la caminada dels dos titanosaures.

## Creació del Parc Cretàcic
Per a la conservació d'aquest jaciment es va obrir al març de 2006 un espectacular Parc Cretàcic, en què hi ha rèpliques exactes de les diferents espècies de dinosaures que van deixar les seves empremtes en el lloc, a més a més tindrà un museu audiovisual perquè transporti als visitants a la prehistòria. La creació del mencionat parc és degut a la cooperació del BID, FANCESA, SOBOCE, a més a més d'artistes escultors d'origen Bolivià.